# ستايسي أبرامز
ستايسي إيفون أبرامز (9 ديسمبر 1973)، سياسية أمريكية محامية وناشطة في مجال حقوق التصويت في مجلس النواب في جورجيا من 2007 إلى 2017، وعملت زعيمة للأقلية من 2011 إلى 2017. عضو في الحزب الديمقراطي، أسست أبرامز منظمة لمعالجة قمع الناخبين، في عام 2018. يُنسب لجهودها الفضل على نطاق واسع في تعزيز إقبال الناخبين في جورجيا، بما في ذلك الانتخابات الرئاسية لعام 2020، عندما فاز جو بايدن بالولاية، وفي انتخابات مجلس الشيوخ الأمريكي لعام 2020-2021 والانتخابات الخاصة، والتي منحت الديمقراطيين السيطرة على مجلس الشيوخ.
كانت أبرامز المرشحة الديمقراطية في انتخابات حاكم ولاية جورجيا لعام 2018، لتصبح أول مرشحة أميركية من أصل أفريقي لمنصب كبير في الولايات المتحدة. في فبراير 2019، أصبحت أبرامز أول امرأة أمريكية من أصل أفريقي تقدم ردًا على خطاب حالة الاتحاد.
حققت أيضًا نجاحًا باعتبارها مؤلفة روايات خيالية وواقعية. كانت كتبها غير الخيالية: حان الوقت الآن والرصاص من الخارج، من أفضل الكتب مبيعًا في نيويورك تايمز. خارج السياسة، نشرت أبرامز ثمانية كتب خيالية، مستخدمة الاسم المستعار سيلينا مونتغمري حتى عام 2021. صدرت أحدث أعمالها الروائية، بينما تنام العدالة، في 11 مايو 2021، باسمها الحقيقي.

## حياتها المبكرة والتعليم
وُلدت أبرامز، لوالديها روبرت وكارولين أبرامز في ماديسون، ويسكونسن، ونشأت في غلفبورت، ميسيسيبي. انتقلت العائلة إلى أتلانتا، جورجيا، إذ حصل والداها على شهادات عليا في جامعة إيموري وأصبحا فيما بعد وزراء ميثوديست. التحقت بمدرسة أفونديل الثانوية، وتخرجت بتفوق، واختيرت لبرنامج صيفي لجمعية تيلورايد. أثناء وجودها في المدرسة الثانوية، عُيّنت كاتبة لحملة الكونغرس، وفي سن 17، عُيّنت كاتبة خطابات بناءً على التعديلات التي أجرتها أثناء الكتابة.
في عام 1995، حصلت على بكالوريوس الآداب في الدراسات متعددة التخصصات (العلوم السياسية والاقتصاد وعلم الاجتماع) من كلية سبيلمان، بدرجة امتياز. أثناء وجودها في الكلية، عملت في قسم خدمات الشباب في مكتب عمدة أتلانتا ماينارد جاكسون، ثم تدربت لاحقًا في وكالة حماية البيئة الأمريكية. عندما كانت طالبة جديدة في عام 1992، شاركت في احتجاجات في مبنى الكابيتول، جورجيا، إذ شاركت خلالها في حرق علم الولاية. في ذلك الوقت، ضم علم ولاية جورجيا إلى علم المعركة الكونفدرالي، والذي أُضيف إلى علم الدولة في عام 1956 كإجراء لحركة مناهضة للحقوق المدنية. صُمّم العلم من قبل الديمقراطي الجنوبي جون سامونز بيل، محامي ورئيس الحزب الديمقراطي الجورجي الذي كان مؤيدًا صريحًا للفصل العنصري.
درست أبرامز بصفتها باحثة، السياسة العامة في جامعة تكساس في مدرسة للشؤون العامة في أوستن، إذ حصلت على درجة الماجستير في الشؤون العامة في عام 1998. وفي عام 1999، حصلت على دكتوراه في القانون من كلية الحقوق في جامعة ييل.

## المهنة القانونية والتجارية
بعد تخرجها من كلية الحقوق، عملت كمحامية ضرائب في شركة في أتلانتا، مع التركيز على المنظمات المعفاة من الضرائب والرعاية الصحية والمالية العامة. في عام 2010، بينما كانت عضوًا في الجمعية العامة لجورجيا، شاركت أبرامز في تأسيس شركة نيو كروب.